# Сквер Гаджибекова
Сквер Гаджибекова — сквер в Выборгском районе Санкт-Петербурга.

## Происхождение названия

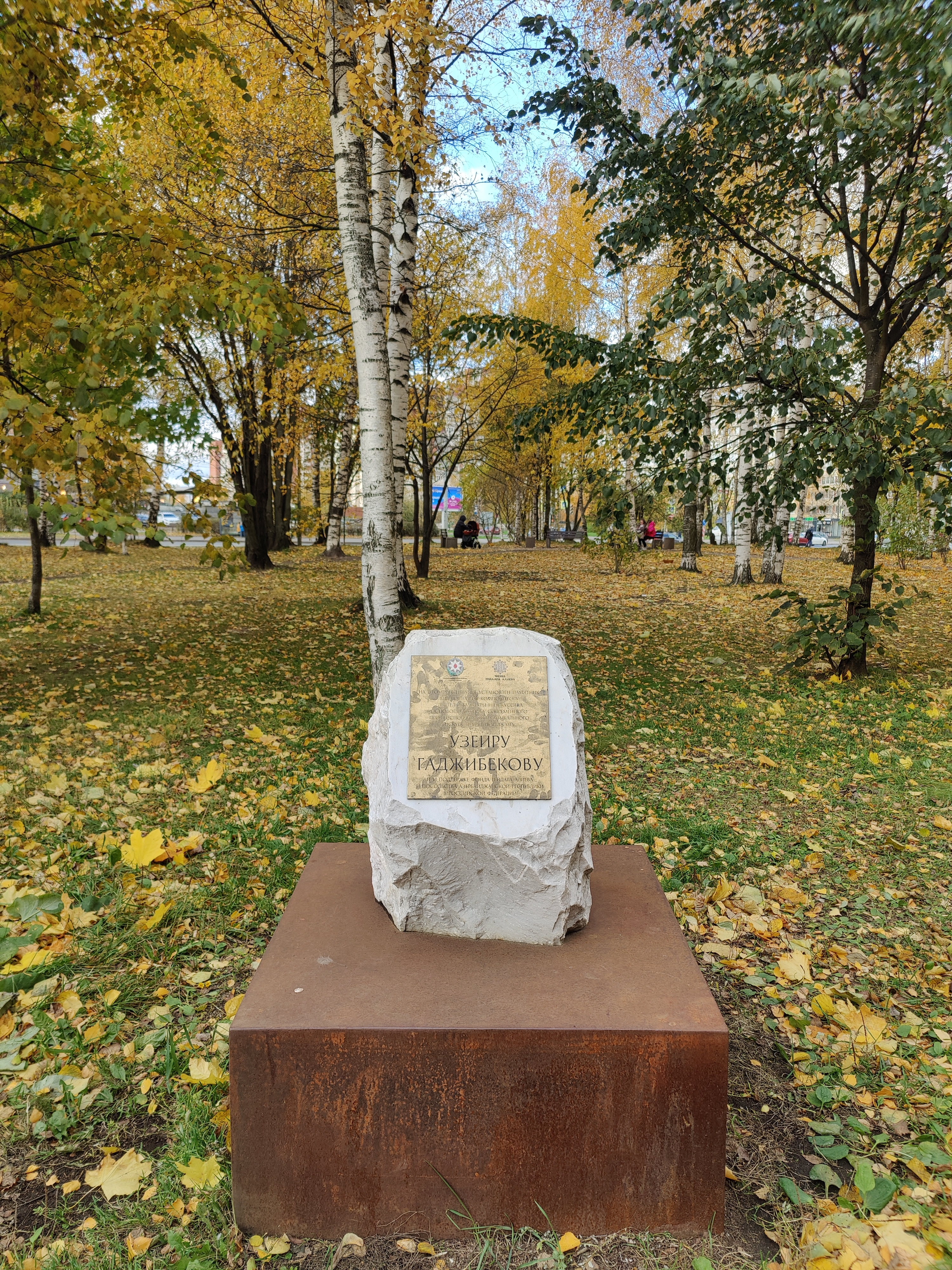
Закладной камень в сквере

23 сентября 2020 года присвоение скверу на улице Композиторов западнее дома № 19 имени Гаджибекова было одобрено Топонимической комиссией Санкт-Петербурга.
9 декабря 2020 года сквер был назван в честь азербайджанского композитора, основоположника азербайджанской классической музыки, учившегося в 1913 году в Петербургской консерватории Узеира Гаджибекова (1885—1948). 25 января 2022 года в сквере был заложен камень, на месте которого планируется поставить памятник композитору.
Площадь сквера (ориентировочная) — 0,5752 га.
Многие улицы и проспекты в Выборгском районе Санкт-Петербурга получили наименования в честь деятелей культуры, науки, культуры и просвещения. Поблизости проходят улицы Асафьева и Шостаковича.